# Јамуларци
Јамуларци (мкд. Јамуларци) су насеље у Северној Македонији, у средишњем делу државе. Јамуларци су село у саставу општине Штип.

## Географија
Јамуларци су смештени у средишњем делу Северне Македоније. Од најближег града, Штипа, насеље је удаљено 13 km западно.
Насеље Јамуларци се налази у историјској области Серта. Насеље је положено у клисури реке Брегалнице. Око насеља се пружа голет. Надморска висина насеља је приближно 280 метара.
Месна клима је блажи облик континенталне због близине Егејског мора (жарка лета).

## Становништво
Јамуларци су према последњем попису из 2002. године били без становника.
Већинско становништво били су етнички Турци.
Претежна вероисповест месног становништва био је ислам.